# Enrique Rubio (periodista)
Enrique Rubio Ortiz (Alcázar de San Juan, Ciudad Real; 22 de febrero de 1920-Barcelona, 9 de diciembre de 2005) fue un periodista español que residió y trabajó en Barcelona.

## Biografía
Especializado en temas de sucesos desarrolló su carrera en los tres medios: prensa, radio y televisión. En su primera juventud, ejerció la profesión de su padre: ferroviario, y luego se trasladó a Zaragoza, donde trabajó como telegrafista. 
Sus primeros contactos con el mundo de la comunicación fueron como caricaturista, en publicaciones como Informaciones, Marca o Solidaridad Nacional, donde poco a poco fue compaginando el dibujo con la escritura, para consagrarse definitivamente a la profesión de periodista. Desde un primer momento se dedicó a los sucesos, y en ellos seguiría el resto de su vida, llegando a recopilar hasta 20.000 sucesos en su particular Timoteca Nacional.
Fue uno de los impulsores de los diarios El Caso y ¿Por qué?; trabajó en Radio Nacional de España, colaborando en el programa Protagonistas de Luis del Olmo y escribió en La Vanguardia. Considerado además uno de los pioneros de Televisión española, en la que trabajó entre 1959 y 1979. Especialmente recordado fue el espacio Investigación en marcha.
En la última etapa de su vida, continuó colaborando en diferentes medios como TV3, Telemadrid o Antena 3 Televisión, siguió dando charlas y publicando libros. 
Entre sus libros, destacó La Timoteca Nacional: Enciclopedia de la picaresca española (1984) y La Timoteca Nacional: Olor a timo (2000).
Nació el 22 de febrero de 1920 en la estación ferroviaria de Alcázar de San Juan (Ciudad Real), porque su padre era ferroviario y  allí estaba destinado.
Residió después en Albacete, Sevilla, Linares, Murcia y Zaragoza. Realizó su primera exposición de caricaturas personales a los 14 años, en Murcia, cuando inició colaboración en "Gol" y "Murcia Deportiva".
El golpe de Estado franquista le sorprendió en Cataluña, mientras pasaba unos días de vacaciones en Tarroja de Segarra (Lérida), y a sus 18 años ingresó en la "Escuela Popular de Guerra" del ejército republicano, sita en el colegio de los Padres Escolapios de Sarriá, en Barcelona. De allí salió oficial de artillería antiaérea (DCA), no llegando a ejercer mando porque se inició la retirada a Francia, hacia Argelès-Sur-Mer, en cuyas playas quedó internacional en el campo de concentración preparado por el estado francés.
Enviado preso de vuelta a España, pasó por Irún y los campos de concentración de San Sebastián y Vitoria. Su hermano, gracias a los contactos pertinentes, pudo salvar a Enrique Rubio de la ejecución en la plaza de toros de Vitoria, pues muchos oficiales del ejército republicano como él fueron ejecutados. Le enviaron luego a la cárcel de Torrero, en Zaragoza.
Tras cumplir su condena solicitó el ingreso en Ferrocarriles, para ayudar a la economía familiar. Empezó de telegrafista en una estación cuyo nombre parecía un guiño del destino, Campo Sepulcro, en Zaragoza. No tardó mucho en colaborar con sus caricaturas y chistes en prensa; primero en "Marca", "Dígame" e "Informaciones" y más tarde en "Amanecer" de Zaragoza y "Solidaridad Nacional" y "La Prensa" de Barcelona. Fue el   semanario madrileño "Fotos" el primero que le encargó una serie de reportajes, analizando los precios de los alimentos desde su origen hasta su llegada al mercado.
En Barcelona, pasó de la caricatura y el chiste al suceso de tipo policial por azar. El reportero de sucesos de "Solidaridad Nacional" había enfermado y en el Paralelo barcelonés se produjo un grave suceso a las puertas de "El Molino", en el que se dijo estaba involucrada la popular vedette María Yáñez, "La Bella Dorita". No teniendo redactor al que enviar, José Fernando Aguirre, el director, ordenó al caricaturista que cubriera el urgente tema. La "Bella Dorita" atendió con tanto cariño y valentía al periodista, con el que se dejó fotografiar sin problemas, que el reportaje fue a primera página y constituyó tal éxito que Rubio pasó a ser redactor policial.
Luego llegó la oferta de "El Caso", semanario de sucesos nacido el 11 de mayo de 1952, en el que fue redactor-jefe de Cataluña, Baleares y Aragón, desde su creación hasta el año 1960, en el que se hizo cargo de la dirección de "Por Qué" (creado por él) , que mantendría durante 15 años como semanario barcelonés puntero en sucesos.
Debutó en radio en 1947, en la emisora de las Ramblas barcelonesas "Radio España". Más tarde pasó por "Radio Nacional", "Radio Peninsular", "Cope", "Ondacero", "Rac-1", etc.
El estreno de la televisión en Cataluña fue el 17 de julio de 1959, en Miramar, Barcelona. Estuvo 6 meses ensayando sin cobrar. Cuando salieron "al aire", cobró 3.700 Pts. al mes. Con un informativo llamado "Panorama de Actualidad", presentado por Enrique Rubio y Federico Gallo, se enlazó con el telediario que hacían Yale y Jesús Álvarez en Madrid. Después vivieron programas como "Enviado Especial", "Los Miniperiodistas", "Canciones de la Mar" (junto a Paca Gabaldón), "Cada Semana una Historia", "Adelante el Inventor", "Del Hilo al Ovillo", "La Carretera es de Todos" (junto a Salvador Escamilla), "Edición Especial" y "Investigación en Marcha" (1971), que fue su último   programa televisivo en TVE. Gracias a "Investigación en Marcha" consiguió resolver más de 59 delitos impunes, y fue premiado con la placa policial de "Inspector Honorario", distinción que sumó al "Premio Nacional de Reportajes Nacionales e Internacionales" de 1964 y la "Antena de Oro 1965", por guiones originales.
- En TV3 estuvo presentando 26 capítulos en catalán de"Picaresca Club" junto a Toni Marin (1996-1997) y otros tantos para "Cas Obert", de Ángel Casas (1997-1998).
- En Telemadrid realizó la sección "Timos", para "Sucedió en Madrid", junto a Inés Ballester (1996-1998).
- En Antena 3 colaboró en "Sabor a Tí", junto a Ana Rosa Quintana y dentro del espacio de "La Timoteca Nacional", también llamado "Sabor a Ti...mo" (1998-2000).
- Escribió ocho libros centrados en la temática del suceso y los timos. Su famosa trilogía "La Timoteca Nacional" engloba más de 2.000 timos perfectamente clasificados.
- En 1996 fue premiado con la medalla al trabajo "President Macià" de la Generalidad de Cataluña.

El buen humor fue una de sus constantes, pese a los golpes que le reservó la vida. El peor de todos, la muerte de dos hijas. Se sobrepuso gracias a la devoción que sentía por su trabajo. Nunca se jubiló. Como decía Hemingway: hay que mezclarse intensamente con la vida. Y él lo hizo.

## Trayectoria en TV
- Panorama (1960-1963)
- Cada semana una historia (1963)
- Edición especial (1963-1969)
- Llamada al corazón (1964)
- A toda plana (1965-1967)
- Adelante el inventor (1965)
- Del hilo al ovillo (1965)
- La carretera es de todos (1967)
- Canciones de la mar (1967)
- Ayer, hoy y mañana (1968)
- Manos al volante (1968-1970)
- Investigación en marcha (1970)
- Sucedió en Madrid, colaboración con la sección "Timos" junto a Inés Ballester. (1996-1998).
- Sabor a ti (1998-1999)

## Libros
- 113 chistes en conserva (1943)
- Tras el suceso: los sucesos mas sensacionales de los últimos años relatados por un periodista (1956)
- Investigación en marcha  (1971)
- De Pretoria a Moscú: Los paraísos del blanco y del rojo.Apuntes de un reportero (1978)
- Aprenda a protegerse (1979)
- La timoteca nacional. Enciclopedia de la picaresca española" (1984)
- Los chungos, los fules (1987)
- La timoteca nacional. Olor a timo (2000)

## Premios
- Medalla de oro de Cruz Roja de Barcelona 1961
- Antena de Oro 1963
- Emblema de Oro de la agrupación sindical de radio y televisión 1965
- Medalla al Trabajo "President Macià" de la Generalidad de Cataluña 1996